# امپراتور شانگ هان
امپراتور شانگ هان (۱۰۵ تا ۲۱ سپتامبر ۱۰۶)، یک امپراتور نوزاد دودمان هان شرقی و پسر امپراتور هه هان بود. او پنجمین امپراتور دودمان هان شرقی بود (هر چند که برخی از مورخان او را به عنوان یک امپراتور قبول ندارند زیرا که زمانی که برتخت نشست بود هنوز کاملاً شیرخواره بود که فقط صد روز سن داشت و هیچ قدرت واقعی نداشت و به هیچ وجه حکومت نمی کرد و همه حکومت رسماً در دست امپراتریس بیوه دنگ بود).
هنگامی که امپراتور شانگ هان درگذشت، پسرعمویش امپراتور آن هان بر تخت پادشاهی تکیه زد.
نام شخصی امپراتور شانگ هان، لیو لونگ بود.